# Tamara Lisitsian
Tamara Lisitsian (født 3. marts 1923 i Tbilisi i Sovjetunionen, død 29. november 2009 i Moskva i Rusland) var en sovjetisk filminstruktør og manuskriptforfatter.

## Filmografi
- Tjipollino (Чиполлино, 1972)[1][2]